# Ommatius hispidus
Ommatius hispidus là một loài ruồi trong họ Asilidae. Ommatius hispidus được Scarbrough miêu tả năm 1985. Loài này phân bố ở vùng Tân nhiệt đới.